# État proposé
Un État proposé est un pays ou un État qui a été ou est encore proposé (par des universitaires, des politiciens, ou divers mouvements séparatistes et sociaux) pour être un nouvel État mais qui n'est actuellement pas reconnu comme État indépendant.